# Wages of Virtue
Pour plus de détails, voir Fiche technique et Distribution.
Wages of Virtue est un film muet américain réalisé par Allan Dwan et sorti en 1924.

## Synopsis
Luigi est un homme fort, qui sauve la vie d'une jeune femme, Carmelita et la persuade de rejoindre sa compagnie. Son assistant, Giuseppe, éveille sa jalousie et il le tue. Pour échapper à la police, Luigi part, emmenant Carmelita avec lui et ils atterrissent finalement dans une ville de garnison à Alger. Luigi rejoint la Légion étrangère française et installe Carmelita comme propriétaire d'un café qui attire les soldats. Parmi eux se trouve un Américain, Marvin, qui tombe amoureux d'elle, mais elle est tenue à Luigi par gratitude jusqu'à ce qu'elle apprenne qu'il projette d'épouser Madame Cantinière, une veuve qui tient un autre café. Luigi, jaloux de Marvin, l'encadre et il est puni par les autorités militaires. Plus tard, ils se disputent et Marvin est maîtrisé lorsque Carmelita le poignarde.

## Fiche technique
- Titre : Wages of Virtue
- Réalisation : Allan Dwan
- Scénario : Forrest Halsey, d'après un roman de Percival Christopher Wren
- Chef opérateur : George Webber
- Production : Famous Players-Lasky Corporation
- Distribution : Paramount Pictures
- Durée : 70 minutes (1 h 10)
- Date de sortie :
  - États-Unis : 10 novembre 1924

## Distribution
- Gloria Swanson : Carmelita
- Ben Lyon : Marvin
- Norman Trevor : John Boule
- Ivan Linow : Luigi
- Armand Cortes : Giuseppe
- Adrienne D'Ambricourt : la cantinière
- Paul Panzer : Sergent LeGros
- Joe Moore